# Associazione Sportiva Andria BAT 2006-2007
Questa voce raccoglie le informazioni riguardanti l'Associazione Sportiva Andria BAT nelle competizioni ufficiali della stagione 2006-2007.

## Risultati

### Campionato

#### Girone di andata
| 3 settembre 2006 1ª giornata | Vibonese | 1 – 1 | Andria BAT |  |

| 10 settembre 2006 2ª giornata | Andria BAT | 0 – 0 | Celano |  |

| 17 settembre 2006 3ª giornata | Sorrento | 3 – 2 | Andria BAT |  |

| 24 settembre 2006 4ª giornata | Andria BAT | 0 – 0 | Monopoli |  |

| 1º ottobre 2006 5ª giornata | Potenza | 0 – 0 | Andria BAT |  |

| 8 ottobre 2006 6ª giornata | Cassino | 2 – 1 | Andria BAT |  |

| 15 ottobre 2006 7ª giornata | Andria BAT | 1 – 0 | Melfi |  |

| 22 ottobre 2006 8ª giornata | Val di Sangro | 1 – 0 | Andria BAT |  |

| 29 ottobre 2006 9ª giornata | Andria BAT | 2 – 1 | Benevento |  |

| 5 novembre 2006 10ª giornata | Nocerina | 0 – 1 | Andria BAT |  |

| 12 novembre 2006 11ª giornata | Andria BAT | 1 – 0 | Rende |  |

| 19 novembre 2006 12ª giornata | Igea Virtus | 1 – 1 | Andria BAT |  |

| 26 novembre 2006 13ª giornata | Andria BAT | 2 – 0 | Pro Vasto |  |

| 3 dicembre 2006 14ª giornata | Andria BAT | 2 – 0 | Gela J.T. |  |

| 10 dicembre 2006 15ª giornata | Vigor Lamezia | 1 – 0 | Andria BAT |  |

| 17 dicembre 2006 16ª giornata | Andria BAT | 1 – 0 | Real Marcianise |  |

| 23 dicembre 2006 17ª giornata | Catanzaro | 3 – 0 | Andria BAT |  |

#### Girone di ritorno
| 14 gennaio 2007 18ª giornata | Andria BAT | 2 – 2 | Vibonese |  |

| 21 gennaio 2007 19ª giornata | Celano | 1 – 1 | Andria BAT |  |

| 28 gennaio 2007 20ª giornata | Andria BAT | 1 – 0 | Sorrento |  |

| 4 febbraio 2007 21ª giornata | Monopoli | 2 – 2 | Andria BAT |  |

| 11 febbraio 2007 22ª giornata | Andria BAT | 3 – 0 | Potenza |  |

| 18 febbraio 2007 23ª giornata | Andria BAT | 1 – 0 | Cassino |  |

| 25 febbraio 2007 24ª giornata | Melfi | 1 – 1 | Andria BAT |  |

| 4 marzo 2007 25ª giornata | Andria BAT | 0 – 0 | Val di Sangro |  |

| 11 marzo 2007 26ª giornata | Benevento | 1 – 1 | Andria BAT |  |

| 25 marzo 2007 27ª giornata | Andria BAT | 1 – 0 | Nocerina |  |

| 1º aprile 2007 28ª giornata | Rende | 4 – 0 | Andria BAT |  |

| 7 aprile 2007 29ª giornata | Andria BAT | 0 – 0 | Igea Virtus |  |

| 15 aprile 2007 30ª giornata | Pro Vasto | 3 – 1 | Andria BAT |  |

| 22 aprile 2007 31ª giornata | Gela J.T. | 1 – 0 | Andria BAT |  |

| 29 aprile 2007 32ª giornata | Andria BAT | 0 – 0 | Vigor Lamezia |  |

| 6 maggio 2007 33ª giornata | Real Marcianise | 3 – 0 | Andria BAT |  |

| 13 maggio 2007 34ª giornata | Andria BAT | 1 – 0 | Catanzaro |  |

## Statistiche

### Statistiche dei giocatori
| Giocatore       | Serie C2 | Serie C2 | Coppa Italia Serie C | Coppa Italia Serie C | Totale   | Totale |
| Giocatore       | Presenze | Reti     | Presenze             | Reti                 | Presenze | Reti   |
| --------------- | -------- | -------- | -------------------- | -------------------- | -------- | ------ |
| N. Dibitonto    | 12       | ?        | ?                    | ?                    | 12+      | ?      |
| G. Romano       | 22       | ?        | ?                    | ?                    | 22+      | ?      |
| A. Armenise     | 16       | 0        | ?                    | ?                    | 16+      | 0+     |
| T. Carnevali    | 9        | 0        | ?                    | ?                    | 9+       | 0+     |
| C. Cioffi       | 28       | 1        | ?                    | ?                    | 28+      | 1+     |
| N. Di Micco     | 0        | 0        | ?                    | ?                    | 0+       | 0+     |
| M. Gritti       | 19       | 0        | ?                    | ?                    | 19+      | 0+     |
| F. Lo Piccolo   | 30       | 1        | ?                    | ?                    | 30+      | 1+     |
| F. Merafina     | 1        | 0        | ?                    | ?                    | 1+       | 0+     |
| R. Patanè       | 7        | 0        | ?                    | ?                    | 7+       | 0+     |
| B. Pesce        | 8        | 0        | ?                    | ?                    | 8+       | 0+     |
| M. Rizzo        | 26       | 0        | ?                    | ?                    | 26+      | 0+     |
| M. Ruggero      | 6        | 0        | ?                    | ?                    | 6+       | 0+     |
| D. Ancione      | 10       | 0        | ?                    | ?                    | 10+      | 0+     |
| G. De Gennaro   | 9        | 0        | ?                    | ?                    | 9+       | 0+     |
| E. Di Toro      | 27       | 2        | ?                    | ?                    | 27+      | 2+     |
| F. Girillo      | 5        | 0        | ?                    | ?                    | 5+       | 0+     |
| M. Pisciotta    | 30       | 0        | ?                    | ?                    | 30+      | 0+     |
| S. Rizzi        | 7        | 0        | ?                    | ?                    | 7+       | 0+     |
| N. Scopelliti   | 28       | 3        | ?                    | ?                    | 28+      | 3+     |
| F. Spinelli     | 32       | 2        | ?                    | ?                    | 32+      | 2+     |
| K. Agodirin     | 7        | 0        | ?                    | ?                    | 7+       | 0+     |
| A. Arcadio      | 27       | 0        | ?                    | ?                    | 27+      | 0+     |
| C. Caligiuri    | 12       | 0        | ?                    | ?                    | 12+      | 0+     |
| F. Caracciolese | 3        | 0        | ?                    | ?                    | 3+       | 0+     |
| S. Cavaliere    | 29       | 3        | ?                    | ?                    | 29+      | 3+     |
| R. Di Palma     | 0        | 0        | ?                    | ?                    | 0+       | 0+     |
| F. Leone        | 22       | 1        | ?                    | ?                    | 22+      | 1+     |
| M. Marchano     | 19       | 11       | ?                    | ?                    | 19+      | 11+    |
| R. Pasca        | 12       | 5        | ?                    | ?                    | 12+      | 5+     |
| M. Porcelluzzi  | 1        | 0        | ?                    | ?                    | 1+       | 0+     |
| M. Vadacca      | 9        | 0        | ?                    | ?                    | 9+       | 0+     |